# 泉州公交49路
泉州公交49路是中华人民共和国泉州市境内的一条公共交通线路，全程13.6公里。起讫点为文化宫至珑玥湾，运营时间为文化宫：7:00-18:15；珑玥湾：6:10-18:30

## 历史
- 在泉州市交通委旧版《环泉州湾公交发展规划》中，49路并非设计为如今的走向，而是设计为自海星小区至清濛[1]
- 2013年12月，泉州市交通委实施新版《环泉州湾公交发展规划》，原规划的49路更名为K301路。49路则重新规划并设定为途径江滨南路的线路[2]
- 2014年4月16日，泉州市道路运输管理处批准泉州公交关于49路的开通申请
- 2014年5月1日，泉州公交试运行49路，并于当日抽调3部福达FZ6890UF3G3型柴油空调客车[3]
- 2014年5月6日，泉州公交发展有限公司（公交集团前身）发布开通49路的通知[4][5]
- 2014年5月10日，49路正式开通，初期运营区间为文化宫-建发·珑景湾，初期运营时间为文化宫：7:00-18:15、建发·珑景湾：6:10-18:00。使用车辆变更为自46（现K204路）退下的3部亚星JS6880C93H柴油空调客车
- 2015年7月7日，因江滨南路田安大桥至顺济新桥段，路面拓宽施工期间实行交通管制，49路取消途径泉秀街、田安南路、田安大桥，并改道行驶温陵南路、泉州大桥、兴贤路至江滨南路新步站后原线行驶[6][7]
- 2015年9月6日，江滨南路田安大桥至顺济新桥段，路面拓宽施工完成。49路取消途径温陵南路、泉州大桥、兴贤路，改为途径原线的泉秀街、田安南路、田安大桥、江滨南路等行驶[8]
- 2016年12月，49路接手并更换自1路退下的6部福达FZ6890UF3G3型柴油空调公交车
- 2017年6月30日，49路票价由分段计价¥2.0降为一票制¥1.0[9][10]
- 2018年5月18日，49路更换为5部大金龙XMQ6802AGBEVL2型空调电动巴士，原有FZ6890UF3G3封存
- 2020年2月1日，受新型冠状病毒肺炎防控要求影响。49路自当日0:00起暂停运行至2月16日。[11]
- 2020年2月17日，49路自该日起恢复运营。[12]
- 2022年3月16日，因疫情防控要求暂停中心市区范围内所有公交线路运营。49路自当日首班起暂停运营至4月17日。[13]
- 2022年4月18日，49路恢复运营。[14]
- 2023年11月30日，自该日起49路推行定点到站服务，珑玥湾末班由18:00延迟至18:30发车[15]
- 2024年1月11日，因百源路污水管道封闭施工影响，49路自该日起取消途径百源路。改为途径打锡街、庄府巷、壕沟墘、新门街至关帝庙站后原线行驶，其它不变。[16]
- 2024年2月6日，49路恢复途径百源路。取消途径打锡街、庄府巷、壕沟墘、新门街。
- 2024年7月5日，因新门-涂门街污水干管建设工程施工。49路自该日双向临时取消途径百源路、涂门街。改为途径九一街、温陵北路至海关大楼站后原线行驶，并双向增停九一街、温陵路中段等站，其它不变。[17]
- 2025年1月6日，49路恢复途径百源路、涂门街。取消途径九一街、温陵北路。[18]

## 站点
| 路线 | 路线 | 路线 | 所在地区、街道 | 所在地区、街道                 | 站点名         | 备注                |
| ---- | ---- | ---- | -------------- | ------------------------------ | -------------- | ------------------- |
|      |      |      | 鲤城区         | 九一街                         | 文化宫         | 起讫站              |
|      |      |      | 鲤城区         | 百源路                         | 百源路         |                     |
|      |      |      | 鲤城区         | 涂门街                         | 关帝庙         | 清净寺              |
|      |      |      | 鲤城区         | 涂门街                         | 棋盘园         |                     |
|      |      |      | 鲤城区         | 温陵南路                       | 海关大楼       |                     |
|      |      |      | 丰泽区         | 泉秀街                         | 泉秀街西段     | 原名 泉州汽车站北门 |
|      |      |      | 丰泽区         | 田安南路                       | 泉秀街道办事处 |                     |
|      |      |      | 丰泽区         | 田安南路                       | 田安路南段     |                     |
|      |      |      | 鲤城区         | 江滨南路                       | 望江路口       |                     |
|      |      |      | 鲤城区         | 江滨南路                       | 东浦水闸       |                     |
|      |      |      | 鲤城区         | 江滨南路                       | 浯兴路口       | 原名 左岸英郡       |
|      |      |      | 鲤城区         | 江滨南路                       | 王宫旱闸       |                     |
|      |      |      | 鲤城区         | 江滨南路                       | 晋江南堤管理站 | 新步                |
|      |      |      | 鲤城区         | 江滨南路                       | 南益•鲤景湾    |                     |
|      |      |      | 鲤城区         | 江滨南路                       | 新步旱闸       |                     |
|      |      |      | 鲤城区         | 江滨南路                       | 延陵路口       |                     |
|      |      |      | 鲤城区         | 江滨南路                       | 延陵旱闸       |                     |
|      |      |      | 鲤城区         | 黄龙南大道 （原 站前南北大道） | 珑玥湾         | 起讫站              |

## 票价
49路计价方式为一票制，全程票价¥1.0。其中：
- 泉通卡普通卡9折，月票卡、敬老卡、爱心卡优惠有效
- 可使用泉城通APP及支付宝、云闪付、微信乘车码支付

## 配车
49路配车数总计3部，其中：
- 大金龙XMQ6802AGBEVL2  3部

- 亚星JS6880C93H
（2014.5 - 2016.12）
- 福达FZ6890UF3G3
（2016.12 - 2018.5）
- 金旅XML6855JEVW0C
（2018.10 - ）
- 大金龙XMQ6802AGBEVL2
（2018.5 - ）

## 相关
- 泉州公交线路列表
- 泉州公交K301路